# Зелёная Долина (Донецкая область)
Зелёная Долина (укр. Зелена Долина) — село в Краматорском районе Донецкой области Украины.

## Население
Население по переписи 2001 года составляло 186 человек.

## История
В 1945 году Указом Президиума ВС УССР село Злодеевка переименовано в Зелёную Долину.
С мая по сентябрь 2022 село находилось под контролем ВС РФ. 28 сентября, в ходе битвы за Лиман, ВСУ вернули контроль над ним.

## Местный совет
Село Зелёная Долина входит в состав Шандриголовского сельского совета.